# Nebulasaurus
Nebulasaurus é um gênero fóssil de dinossauro do clado Eusauropoda. Há uma única espécie descrita para o gênero Nebulasaurus taito. Seus restos fósseis foram encontrados na formação Zhanghe, província de Yunnan, China.